# 上伊那郡

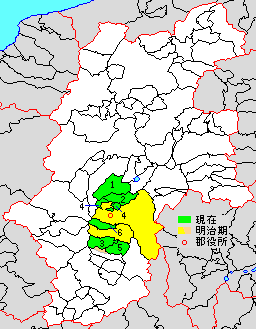
長野県上伊那郡の範囲（1.辰野町 2.箕輪町 3.飯島町 4.南箕輪村 5.中川村 6.宮田村 薄黄：後に他郡に編入された区域）

上伊那郡（かみいなぐん）は、長野県の郡。
人口79,346人、面積514.61km²、人口密度154人/km²。（2025年2月1日、推計人口）
以下の3町3村を含む。
- 辰野町（たつのまち）
- 箕輪町（みのわまち）
- 飯島町（いいじままち）
- 南箕輪村（みなみみのわむら）
- 中川村（なかがわむら）
- 宮田村（みやだむら）

## 郡域
1879年（明治12年）に行政区画として発足した当時の郡域は、上記3町3村に伊那市、駒ヶ根市および下伊那郡松川町の一部（上片桐）を加えた区域にあたる。現在でも「上伊那地域（地区）」と総称される場合、伊那市、駒ヶ根市を含むこともある。

## 歴史

### 郡発足までの沿革
- 「旧高旧領取調帳」に記載されている、信濃国伊那郡のうち後の本郡域の明治初年時点での支配は以下の通り。●は村内に寺社領が、○は寺社除地[注 1]が存在。（2町126村）

| 知行         | 知行                               | 村数     | 村名 |
| ------------ | ---------------------------------- | -------- | --- |
| 幕府領       | 幕府領（松本藩預地）               | 23村     | ●木下村、北小河内村、沢村、八乙女村、下古田村、上古田村、●富田村、吹上村、●大出村、上戸村、寄合新田、大萱村、中曾根新田村、大泉新田村、与地村、中条村、●羽広村、中原新田村、田畑村、●三日町村、長岡村、神子柴村、大泉村 |
| 幕府領       | 幕府領（飯島代官所）               | 1町 4村  | 石曾根村、飯島町、●○片桐村、●本郷村、●赤須村 |
| 幕府領       | 幕府領（千村平右衛門預地）         | 4村      | ●小野村、●中坪村、●野口村、●八手村 |
| 幕府領       | 幕府領（飯島代官所・松本藩預地）   | 1村      | 福島村 |
| 幕府領       | 旗本領                             | 4村      | ●南小河内村、福与村、久保村、●下寺村 |
| 幕府領       | 幕府領（飯島代官所）・旗本領       | 2村      | ●大草村、松島村 |
| 幕府領       | 幕府領（松本藩預地）・旗本領       | 2村      | 南殿村、北殿村 |
| 幕府領       | 幕府領（千村平右衛門預地）・旗本領 | 1村      | ●上穂村 |
| 藩領         | 信濃高遠藩                         | 1町 84村 | 高遠城下、●板町村、●的場村、弥勒村、野笹村、板山村、●中村、中条村、黒沢村、四日市場村、栗田村、●台村、北原村、荒町村、水上村、御堂垣外村、●片倉村、●山田村、●小原村、勝間村、●非持村、●溝口村、●黒河内村、市野瀬村、浦村、●山室村、●荊口村、芝平村、●鉾持村、●芦沢村、●笠原村、大島村、川手村、青島村、東伊那部村、上新田村、下新田村、狐島村、上牧村、野底村、●御園村、●山寺村、西伊那部村、末広村、●樋口村、●赤羽村、沢底村、●平出村、●辰野村、雨沢村、上横川村、下横川村、上島村、●今村、宮所村、宮木村、新町村、北大出村、●羽場村、○貝沼村、○福地村、火山村、○塩田村、○大久保村、○栗林村、○伊那村（第1次）、○本曾倉村、○高見村、○菅沼村、吉瀬村、中曾倉村、中山村、大曾倉村、○新山村、○田原村、●殿島村、○小出村、○表木村、下牧村、諏訪形村、中越村、○宮田村、渡戸村、沢渡村、永見山村 |
| 幕府領・藩領 | 幕府領（飯島代官所）・陸奥白河藩   | 1村      | 田切村 |

- 慶応2年6月19日（1866年7月30日） - 白河藩が棚倉藩に転封。
- 慶応4年
  - 2月1日（1868年2月23日） - 棚倉藩が白河藩に転封（実行されず）。
  - 2月17日（1868年3月10日） - 幕府領が名古屋藩の管轄となる。
  - 8月2日（1868年9月17日） - 飯島代官所に伊那県を設置。
- 明治元年
  - 10月4日（1868年11月17日） - 幕府領の一部（飯島代官所）が伊那県の管轄となる。
  - 12月15日（1869年1月17日） - 白河藩が戊辰戦争後の処分により減封。国内の領地は伊那県の管轄となる。
- 明治2年
  - このころ旗本領および幕府領の一部（松本藩預地）が伊那県の管轄となる。
  - 9月 - 幕府領（千村氏預地・知久氏預地）が伊那県の管轄となる。
- 明治4年
  - 7月14日（1871年8月29日） - 廃藩置県により藩領が高遠県の管轄となる。
  - 11月20日（1871年12月31日） - 第1次府県統合により全域が筑摩県の管轄となる。
- 明治5年（1872年）1月（2町123村）
  - 雨沢村・上横川村・下横川村が合併して横川村となる。
  - 渡戸村が上島村に合併。
- 明治7年（1874年）から明治8年（1875年）にかけて下記の町村の統合が行われる。カッコ内は統合時期。特記以外は明治8年1月23日。（2町26村）

- 伊那部村 ← 東伊那部村、上新田村、下新田村、狐島村、上牧村、野底村
- 伊那村（第2次） ← 御園村、山寺村、西伊那部村（明治7年11月25日）
- 東高遠町 ← 高遠城下16町（武家町）、板町村
- 西高遠町 ← 高遠城下10町（町方）、鉾持村
- 三里村 ← 辰野村、上島村、横川村（明治8年2月18日）
- 伊那富村 ← 今村、宮所村、宮木村、新町村、北大出村、羽場村（明治8年2月18日）
- 中箕輪村 ← 木下村、沢村、八乙女村、下古田村、上古田村、富田村、大出村、中原新田村、松島村（明治8年2月18日）
- 西箕輪村 ← 吹上村、上戸村、寄合新田、大萱村、中曾根新田村、大泉新田村、与地村、中条村、羽広村（明治8年2月18日）
- 南箕輪村 ← 田畑村、神子柴村、大泉村、久保村、南殿村、北殿村（明治8年2月18日）
- 西春近村 ← 小出村、表木村、下牧村、諏訪形村、沢渡村
- 赤穂村 ← 赤須村、上穂村
- 飯島村 ← 石曾根村、飯島町、本郷村、田切村
- 南向村 ← 大草村、四徳村、片桐村［葛島村］（明治8年1月17日）
- 中沢村 ← 本曾倉村、高見村、菅沼村、吉瀬村、中曾倉村、中山村、大曾倉村、永見山村
- 東伊那村 ← 火山村、塩田村、大久保村、栗林村、伊那村（第1次）
- 東春近村 ← 田原村、殿島村
- 富県村 ← 貝沼村、福地村、新山村（明治8年1月27日）
- 河合村 ← 山田村、小原村、勝間村、非持村、山室村、芝平村、荊口村
- 長谷村 ← 溝口村、黒河内村、市野瀬村、浦村
- 藤沢村 ← 台村、北原村、荒町村、水上村、御堂垣外村、片倉村
- 長藤村 ← 的場村、弥勒村、野笹村、板山村、中村、中条村、黒沢村、四日市場村、栗田村
- 美篶村 ← 芦沢村、笠原村、大島村、川手村、青島村、末広村
- 沢岡村 ← 下寺村、中坪村、野口村、八手村
- 東箕輪村 ← 北小河内村、三日町村、長岡村、南小河内村、福与村
- 朝日村 ← 樋口村、赤羽村、沢底村、平出村（明治8年2月18日）
- 中越村が宮田村に合併。
- 片桐村のうち、南向村となった葛島村を除く6村が1村の扱いとなる（明治8年1月17日）。

- 明治9年（1876年）8月21日 - 第2次府県統合により長野県の管轄となる。

### 郡発足以降の沿革
- 明治12年（1879年）1月4日 - 郡区町村編制法の長野県での施行により、伊那郡のうち2町26村の区域に行政区画としての上伊那郡が発足。郡役所を伊那村（第2次）に設置。
- 明治13年（1880年）8月25日 - 朝日村が分割して樋口村・平出村・沢底村・赤羽村となる。（2町29村）
- 明治14年（1881年）（2町45村）
  - 4月15日 - 飯島村の一部が分立して本郷村・田切村となる。
  - 7月27日 - 河合村が分割して勝間村・上山田村・下山田村・小原村・非持村・芝平村・荊口村・山室村となる。
  - 8月10日 - 東箕輪村の一部が分立して三日市村・福与村となる。
  - 8月17日 - 片桐村の一部が分立して上片桐村[注 12]・七久保村となる。
  - 沢岡村の一部が分立して福島村となる。
  - 南向村が分割して大草村・四徳村・葛島村となる。
- 明治15年（1882年）（2町48村）
  - 10月5日 - 三里村が分割して上島村・横川村・辰野村となる。
  - 赤穂村の一部[注 14]が分立して下平村となる。
- 明治16年（1883年）2月16日（2町55村）
  - 長谷村が分割して黒河内村・溝口村・市野瀬村・浦村・中尾村・杉島村となる。
  - 沢岡村の一部が分立して中坪村・野口村となる。

### 町村制以降の沿革

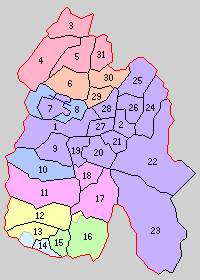
1.伊那村 2.高遠町 3.小野村 4.川島村 5.伊那富村 6.中箕輪村 7.西箕輪村 8.南箕輪村 9.西春近村 10.宮田村 11.赤穂村 12.飯島村 13.七久保村 14.上片桐村 15.片桐村 16.南向村 17.中沢村 18.東伊那村 19.東春近村 20.富県村 21.河南村 22.美和村 23.伊那里村 24.三義村 25.藤沢村 26.長藤村 27.美篶村 28.手良村 29.箕輪村 30.東箕輪村 31.朝日村（紫：伊那市 桃：駒ヶ根市 赤：辰野町 橙：箕輪町 黄：飯島町 緑：中川村 水色：下伊那郡松川町 青：区域が発足時と同じ町村および合併を経ていない町村）

- 明治22年（1889年）4月1日 - 町村制の施行により、以下の町村が発足。（1町30村）
  - 伊那村（第3次） ← 伊那部村、伊那村（第2次）、福島村（現・伊那市）
  - 高遠町 ← 西高遠町、東高遠町（現・伊那市）
  - 小野村（単独村制。現・辰野町）
  - 川島村 ← 上島村、横川村（現・辰野町）
  - 伊那富村 ← 伊那富村、辰野村（現・辰野町）
  - 中箕輪村（単独村制。現・箕輪町）
  - 西箕輪村（単独村制。現・伊那市）
  - 南箕輪村（単独村制。現存）
  - 西春近村（単独村制。現・伊那市）
  - 宮田村（第1次）（単独村制。現・宮田村）
  - 赤穂村 ← 赤穂村、下平村（現・駒ヶ根市）
  - 飯島村 ← 飯島村、田切村、本郷村（現・飯島町）
  - 七久保村（単独村制。現・飯島町、下伊那郡松川町）
  - 上片桐村（単独村制。現・下伊那郡松川町）
  - 片桐村（単独村制。現・中川村）
  - 南向村 ← 大草村、葛島村、四徳村（現・中川村）
  - 中沢村、東伊那村（それぞれ単独村制。現・駒ヶ根市）
  - 東春近村、富県村（それぞれ単独村制。現・伊那市）
  - 河南村 ← 勝間村、上山田村、下山田村、小原村（現・伊那市）
  - 美和村 ← 黒河内村、溝口村、非持村（現・伊那市）
  - 伊那里村 ← 中尾村、市野瀬村、杉島村、浦村（現・伊那市）
  - 三義村 ← 芝平村、荊口村、山室村（現・伊那市）
  - 藤沢村、長藤村、美篶村（それぞれ単独村制。現・伊那市）
  - 手良村 ← 沢岡村、中坪村、野口村（現・伊那市）
  - 箕輪村 ← 福与村、三日町村（現・箕輪町）
  - 東箕輪村（単独村制。現・箕輪町）
  - 朝日村 ← 樋口村、平出村、沢底村、赤羽村（現・辰野町）
- 明治24年（1891年）4月1日 - 郡制を施行。
- 明治30年（1897年）10月15日 - 伊那村が町制施行して伊那町となる。（2町29村）
- 明治31年（1898年）6月17日 - 東伊那村が伊那村（第4次）に改称。
- 大正12年（1923年）4月1日 - 郡会が廃止。郡役所は存続。
- 大正15年（1926年）7月1日 - 郡役所が廃止。以降は地域区分名称となる。
- 昭和15年（1940年）4月17日 - 赤穂村が町制施行して赤穂町となる。（3町28村）
- 昭和22年（1947年）1月1日 - 伊那富村が町制施行・改称して辰野町となる。（4町27村）
- 昭和23年（1948年）11月3日 - 中箕輪村が町制施行して中箕輪町となる。（5町26村）
- 昭和24年（1949年）4月1日 - 南向村の一部（大草の一部[注 15]）が飯島村に編入。
- 昭和28年（1953年）2月1日 - 七久保村の一部[注 16]が上片桐村に編入。
- 昭和29年（1954年）
  - 1月1日（7町24村）12月1日
    - 飯島村が町制施行して飯島町となる。
    - 宮田村（第1次）が町制施行して宮田町となる。

  - 4月1日 - 伊那町・富県村・美篶村・手良村・東春近村・西箕輪村が合併して伊那市が発足し、郡より離脱。（6町19村）
  - 7月1日 - 赤穂町・宮田町・中沢村・伊那村が合併して駒ヶ根市が発足し、郡より離脱。（4町17村）
  - 12月1日 - 伊那市の一部（中曾根）が中箕輪町に編入。
- 昭和30年（1955年）
  - 1月1日 - 中箕輪町・箕輪村・東箕輪村が合併して箕輪町が発足。（4町15村）
  - 4月1日 - 辰野町・朝日村が合併し、改めて辰野町が発足。（4町14村）
- 昭和31年（1956年）9月30日（4町10村）
  - 川島村が辰野町に編入。
  - 高遠町・長藤村・三義村が合併し、改めて高遠町が発足。
  - 飯島町・七久保村が合併し、改めて飯島町が発足。
  - 駒ヶ根市の一部（宮田）が分立して宮田村（第2次）が発足。
  - 上片桐村が下伊那郡大島村と合併して下伊那郡松川町が発足し、郡より離脱。
- 昭和33年（1958年）
  - 4月1日 - 藤沢村が高遠町に編入。（4町9村）
  - 8月1日 - 南向村・片桐村が合併して中川村が発足。（4町8村）
- 昭和34年（1959年）4月1日 - 伊那里村・美和村が合併して長谷村が発足。（4町7村）
- 昭和36年（1961年）3月31日 - 小野村が辰野町に編入。（4町6村）
- 昭和39年（1964年）4月1日 - 河南村が高遠町に編入。（4町5村）
- 昭和40年（1965年）4月1日 - 西春近村が伊那市に編入。（4町4村）
- 平成18年（2006年）3月31日 - 高遠町・長谷村が伊那市と合併し、改めて伊那市が発足、郡より離脱。（3町3村）

### 変遷表
| 明治以前     | 明治以前       | 明治初年 - 明治6年 | 明治7年 - 明治8年       | 明治9年 - 明治22年            | 明治22年 4月1日 町村制施行 | 明治22年 - 明治45年            | 大正元年 - 昭和29年           | 大正元年 - 昭和29年            | 昭和30年 - 昭和64年            | 平成元年 - 現在        | 現在            |
| ------------ | -------------- | ------------------ | ----------------------- | ----------------------------- | -------------------------- | ------------------------------ | ----------------------------- | ------------------------------ | ------------------------------ | ---------------------- | --------------- |
| 樋口村       | 樋口村         | 樋口村             | 明治8年2月18日 朝日村   | 明治13年8月25日 樋口村        | 朝日村                     | 朝日村                         | 朝日村                        | 朝日村                         | 昭和30年4月1日 辰野町          | 辰野町                 | 辰野町          |
| 赤羽村       | 赤羽村         | 赤羽村             | 明治8年2月18日 朝日村   | 明治13年8月25日 平出村        | 朝日村                     | 朝日村                         | 朝日村                        | 朝日村                         | 昭和30年4月1日 辰野町          | 辰野町                 | 辰野町          |
| 沢底村       | 沢底村         | 沢底村             | 明治8年2月18日 朝日村   | 明治13年8月25日 沢底村        | 朝日村                     | 朝日村                         | 朝日村                        | 朝日村                         | 昭和30年4月1日 辰野町          | 辰野町                 | 辰野町          |
| 平出村       | 平出村         | 平出村             | 明治8年2月18日 朝日村   | 明治13年8月25日 赤羽村        | 朝日村                     | 朝日村                         | 朝日村                        | 朝日村                         | 昭和30年4月1日 辰野町          | 辰野町                 | 辰野町          |
| 今村         | 今村           | 今村               | 明治8年2月18日 伊那富村 | 伊那富村                      | 伊那富村                   | 昭和22年1月1日 町制改称 辰野町 | 辰野町                        | 辰野町                         | 昭和30年4月1日 辰野町          | 辰野町                 | 辰野町          |
| 宮所村       | 宮所村         | 宮所村             | 明治8年2月18日 伊那富村 | 伊那富村                      | 伊那富村                   | 昭和22年1月1日 町制改称 辰野町 | 辰野町                        | 辰野町                         | 昭和30年4月1日 辰野町          | 辰野町                 | 辰野町          |
| 宮木村       | 宮木村         | 宮木村             | 明治8年2月18日 伊那富村 | 伊那富村                      | 伊那富村                   | 昭和22年1月1日 町制改称 辰野町 | 辰野町                        | 辰野町                         | 昭和30年4月1日 辰野町          | 辰野町                 | 辰野町          |
| 新町村       | 新町村         | 新町村             | 明治8年2月18日 伊那富村 | 伊那富村                      | 伊那富村                   | 昭和22年1月1日 町制改称 辰野町 | 辰野町                        | 辰野町                         | 昭和30年4月1日 辰野町          | 辰野町                 | 辰野町          |
| 北大出村     | 北大出村       | 北大出村           | 明治8年2月18日 伊那富村 | 伊那富村                      | 伊那富村                   | 昭和22年1月1日 町制改称 辰野町 | 辰野町                        | 辰野町                         | 昭和30年4月1日 辰野町          | 辰野町                 | 辰野町          |
| 羽場村       | 羽場村         | 羽場村             | 明治8年2月18日 伊那富村 | 伊那富村                      | 伊那富村                   | 昭和22年1月1日 町制改称 辰野町 | 辰野町                        | 辰野町                         | 昭和30年4月1日 辰野町          | 辰野町                 | 辰野町          |
| 上辰野村     | 上辰野村       | 明治5年 辰野村     | 明治8年2月18日 三里村   | 明治15年10月5日 辰野村        | 伊那富村                   | 昭和22年1月1日 町制改称 辰野町 | 辰野町                        | 辰野町                         | 昭和30年4月1日 辰野町          | 辰野町                 | 辰野町          |
| 下辰野村     |                | 明治5年 辰野村     | 明治8年2月18日 三里村   | 明治15年10月5日 辰野村        | 伊那富村                   | 昭和22年1月1日 町制改称 辰野町 | 辰野町                        | 辰野町                         | 昭和30年4月1日 辰野町          | 辰野町                 | 辰野町          |
| 唐木沢村     |                | 明治5年 辰野村     | 明治8年2月18日 三里村   | 明治15年10月5日 辰野村        | 伊那富村                   | 昭和22年1月1日 町制改称 辰野町 | 辰野町                        | 辰野町                         | 昭和30年4月1日 辰野町          | 辰野町                 | 辰野町          |
| 上島村       | 上島村         | 明治5年1月 上島村  | 明治8年2月18日 三里村   | 明治15年10月5日 上島村        | 川島村                     | 川島村                         | 川島村                        | 川島村                         | 昭和31年9月30日 辰野町に編入   | 辰野町                 | 辰野町          |
| 渡戸村       |                | 明治5年1月 上島村  | 明治8年2月18日 三里村   | 明治15年10月5日 上島村        | 川島村                     | 川島村                         | 川島村                        | 川島村                         | 昭和31年9月30日 辰野町に編入   | 辰野町                 | 辰野町          |
| 上横川村     | 上横川村       | 明治5年1月 横川村  | 明治8年2月18日 三里村   | 明治15年10月5日 横川村        | 川島村                     | 川島村                         | 川島村                        | 川島村                         | 昭和31年9月30日 辰野町に編入   | 辰野町                 | 辰野町          |
| 下横川村     |                | 明治5年1月 横川村  | 明治8年2月18日 三里村   | 明治15年10月5日 横川村        | 川島村                     | 川島村                         | 川島村                        | 川島村                         | 昭和31年9月30日 辰野町に編入   | 辰野町                 | 辰野町          |
| 雨沢村       |                | 明治5年1月 横川村  | 明治8年2月18日 三里村   | 明治15年10月5日 横川村        | 川島村                     | 川島村                         | 川島村                        | 川島村                         | 昭和31年9月30日 辰野町に編入   | 辰野町                 | 辰野町          |
| 小野村       | 小野村         | 小野村             | 小野村                  | 小野村                        | 小野村                     | 小野村                         | 小野村                        | 小野村                         | 昭和36年3月31日 辰野町に編入   | 辰野町                 | 辰野町          |
| 田畑村       | 田畑村         | 田畑村             | 明治8年2月18日 南箕輪村 | 南箕輪村                      | 南箕輪村                   | 南箕輪村                       | 南箕輪村                      | 南箕輪村                       | 南箕輪村                       | 南箕輪村               | 南箕輪村        |
| 神子柴村     | 神子柴村       | 神子柴村           | 明治8年2月18日 南箕輪村 | 南箕輪村                      | 南箕輪村                   | 南箕輪村                       | 南箕輪村                      | 南箕輪村                       | 南箕輪村                       | 南箕輪村               | 南箕輪村        |
| 大泉村       | 大泉村         | 大泉村             | 明治8年2月18日 南箕輪村 | 南箕輪村                      | 南箕輪村                   | 南箕輪村                       | 南箕輪村                      | 南箕輪村                       | 南箕輪村                       | 南箕輪村               | 南箕輪村        |
| 久保村       | 久保村         | 久保村             | 明治8年2月18日 南箕輪村 | 南箕輪村                      | 南箕輪村                   | 南箕輪村                       | 南箕輪村                      | 南箕輪村                       | 南箕輪村                       | 南箕輪村               | 南箕輪村        |
| 南殿村       | 南殿村         | 南殿村             | 明治8年2月18日 南箕輪村 | 南箕輪村                      | 南箕輪村                   | 南箕輪村                       | 南箕輪村                      | 南箕輪村                       | 南箕輪村                       | 南箕輪村               | 南箕輪村        |
| 北殿村       | 北殿村         | 北殿村             | 明治8年2月18日 南箕輪村 | 南箕輪村                      | 南箕輪村                   | 南箕輪村                       | 南箕輪村                      | 南箕輪村                       | 南箕輪村                       | 南箕輪村               | 南箕輪村        |
| 北小河内村   | 北小河内村     | 北小河内村         | 明治8年1月23日 東箕輪村 | 東箕輪村                      | 東箕輪村                   | 東箕輪村                       | 東箕輪村                      | 東箕輪村                       | 昭和30年1月1日 箕輪町          | 箕輪町                 | 箕輪町          |
| 長岡村       | 長岡村         | 長岡村             | 明治8年1月23日 東箕輪村 | 東箕輪村                      | 東箕輪村                   | 東箕輪村                       | 東箕輪村                      | 東箕輪村                       | 昭和30年1月1日 箕輪町          | 箕輪町                 | 箕輪町          |
| 南小河内村   | 南小河内村     | 南小河内村         | 明治8年1月23日 東箕輪村 | 東箕輪村                      | 東箕輪村                   | 東箕輪村                       | 東箕輪村                      | 東箕輪村                       | 昭和30年1月1日 箕輪町          | 箕輪町                 | 箕輪町          |
| 福与村       | 福与村         | 福与村             | 明治8年1月23日 東箕輪村 | 明治14年8月10日 分立 福与村   | 箕輪村                     | 箕輪村                         | 箕輪村                        | 箕輪村                         | 昭和30年1月1日 箕輪町          | 箕輪町                 | 箕輪町          |
| 三日町村     | 三日町村       | 三日町村           | 明治8年1月23日 東箕輪村 | 明治14年8月10日 分立 三日町村 | 箕輪村                     | 箕輪村                         | 箕輪村                        | 箕輪村                         | 昭和30年1月1日 箕輪町          | 箕輪町                 | 箕輪町          |
| 木下村       | 木下村         | 木下村             | 明治8年2月18日 中箕輪村 | 中箕輪村                      | 中箕輪村                   | 中箕輪村                       | 昭和23年11月3日 町制 中箕輪町 | 昭和23年11月3日 町制 中箕輪町  | 昭和30年1月1日 箕輪町          | 箕輪町                 | 箕輪町          |
| 沢村         | 沢村           | 沢村               | 明治8年2月18日 中箕輪村 | 中箕輪村                      | 中箕輪村                   | 中箕輪村                       | 昭和23年11月3日 町制 中箕輪町 | 昭和23年11月3日 町制 中箕輪町  | 昭和30年1月1日 箕輪町          | 箕輪町                 | 箕輪町          |
| 八乙女村     | 八乙女村       | 八乙女村           | 明治8年2月18日 中箕輪村 | 中箕輪村                      | 中箕輪村                   | 中箕輪村                       | 昭和23年11月3日 町制 中箕輪町 | 昭和23年11月3日 町制 中箕輪町  | 昭和30年1月1日 箕輪町          | 箕輪町                 | 箕輪町          |
| 下古田村     | 下古田村       | 下古田村           | 明治8年2月18日 中箕輪村 | 中箕輪村                      | 中箕輪村                   | 中箕輪村                       | 昭和23年11月3日 町制 中箕輪町 | 昭和23年11月3日 町制 中箕輪町  | 昭和30年1月1日 箕輪町          | 箕輪町                 | 箕輪町          |
| 上古田村     | 上古田村       | 上古田村           | 明治8年2月18日 中箕輪村 | 中箕輪村                      | 中箕輪村                   | 中箕輪村                       | 昭和23年11月3日 町制 中箕輪町 | 昭和23年11月3日 町制 中箕輪町  | 昭和30年1月1日 箕輪町          | 箕輪町                 | 箕輪町          |
| 富田村       | 富田村         | 富田村             | 明治8年2月18日 中箕輪村 | 中箕輪村                      | 中箕輪村                   | 中箕輪村                       | 昭和23年11月3日 町制 中箕輪町 | 昭和23年11月3日 町制 中箕輪町  | 昭和30年1月1日 箕輪町          | 箕輪町                 | 箕輪町          |
| 大出村       | 大出村         | 大出村             | 明治8年2月18日 中箕輪村 | 中箕輪村                      | 中箕輪村                   | 中箕輪村                       | 昭和23年11月3日 町制 中箕輪町 | 昭和23年11月3日 町制 中箕輪町  | 昭和30年1月1日 箕輪町          | 箕輪町                 | 箕輪町          |
| 中原新田村   | 中原新田村     | 中原新田村         | 明治8年2月18日 中箕輪村 | 中箕輪村                      | 中箕輪村                   | 中箕輪村                       | 昭和23年11月3日 町制 中箕輪町 | 昭和23年11月3日 町制 中箕輪町  | 昭和30年1月1日 箕輪町          | 箕輪町                 | 箕輪町          |
| 松島村       | 松島村         | 松島村             | 明治8年2月18日 中箕輪村 | 中箕輪村                      | 中箕輪村                   | 中箕輪村                       | 昭和23年11月3日 町制 中箕輪町 | 昭和23年11月3日 町制 中箕輪町  | 昭和30年1月1日 箕輪町          | 箕輪町                 | 箕輪町          |
| 中曾根新田村 | 中曾根新田村   | 中曾根新田村       | 明治8年2月18日 西箕輪村 | 西箕輪村                      | 西箕輪村                   | 西箕輪村                       | 昭和29年4月1日 伊那市         | 昭和29年12月1日 中箕輪町に編入 | 昭和30年1月1日 箕輪町          | 箕輪町                 | 箕輪町          |
| 吹上村       | 吹上村         | 吹上村             | 明治8年2月18日 西箕輪村 | 西箕輪村                      | 西箕輪村                   | 西箕輪村                       | 昭和29年4月1日 伊那市         | 伊那市                         | 伊那市                         | 平成18年3月31日 伊那市 | 伊那市          |
| 上戸村       | 上戸村         | 上戸村             | 明治8年2月18日 西箕輪村 | 西箕輪村                      | 西箕輪村                   | 西箕輪村                       | 昭和29年4月1日 伊那市         | 伊那市                         | 伊那市                         | 平成18年3月31日 伊那市 | 伊那市          |
| 寄合新田     | 寄合新田       | 寄合新田           | 明治8年2月18日 西箕輪村 | 西箕輪村                      | 西箕輪村                   | 西箕輪村                       | 昭和29年4月1日 伊那市         | 伊那市                         | 伊那市                         | 平成18年3月31日 伊那市 | 伊那市          |
| 大萱村       | 大萱村         | 大萱村             | 明治8年2月18日 西箕輪村 | 西箕輪村                      | 西箕輪村                   | 西箕輪村                       | 昭和29年4月1日 伊那市         | 伊那市                         | 伊那市                         | 平成18年3月31日 伊那市 | 伊那市          |
| 大泉新田村   | 大泉新田村     | 大泉新田村         | 明治8年2月18日 西箕輪村 | 西箕輪村                      | 西箕輪村                   | 西箕輪村                       | 昭和29年4月1日 伊那市         | 伊那市                         | 伊那市                         | 平成18年3月31日 伊那市 | 伊那市          |
| 与地村       | 与地村         | 与地村             | 明治8年2月18日 西箕輪村 | 西箕輪村                      | 西箕輪村                   | 西箕輪村                       | 昭和29年4月1日 伊那市         | 伊那市                         | 伊那市                         | 平成18年3月31日 伊那市 | 伊那市          |
| 中条村       | 中条村         | 中条村             | 明治8年2月18日 西箕輪村 | 西箕輪村                      | 西箕輪村                   | 西箕輪村                       | 昭和29年4月1日 伊那市         | 伊那市                         | 伊那市                         | 平成18年3月31日 伊那市 | 伊那市          |
| 羽広村       | 羽広村         | 羽広村             | 明治8年2月18日 西箕輪村 | 西箕輪村                      | 西箕輪村                   | 西箕輪村                       | 昭和29年4月1日 伊那市         | 伊那市                         | 伊那市                         | 平成18年3月31日 伊那市 | 伊那市          |
| 上新田村     | 上新田村       | 上新田村           | 明治8年1月23日 伊那部村 | 伊那部村                      | 伊那村                     | 明治30年10月15日 町制 伊那町   | 昭和29年4月1日 伊那市         | 伊那市                         | 伊那市                         | 平成18年3月31日 伊那市 | 伊那市          |
| 下新田村     | 下新田村       | 下新田村           | 明治8年1月23日 伊那部村 | 伊那部村                      | 伊那村                     | 明治30年10月15日 町制 伊那町   | 昭和29年4月1日 伊那市         | 伊那市                         | 伊那市                         | 平成18年3月31日 伊那市 | 伊那市          |
| 狐島村       | 狐島村         | 狐島村             | 明治8年1月23日 伊那部村 | 伊那部村                      | 伊那村                     | 明治30年10月15日 町制 伊那町   | 昭和29年4月1日 伊那市         | 伊那市                         | 伊那市                         | 平成18年3月31日 伊那市 | 伊那市          |
| 上牧村       | 上牧村         | 上牧村             | 明治8年1月23日 伊那部村 | 伊那部村                      | 伊那村                     | 明治30年10月15日 町制 伊那町   | 昭和29年4月1日 伊那市         | 伊那市                         | 伊那市                         | 平成18年3月31日 伊那市 | 伊那市          |
| 野底村       | 野底村         | 野底村             | 明治8年1月23日 伊那部村 | 伊那部村                      | 伊那村                     | 明治30年10月15日 町制 伊那町   | 昭和29年4月1日 伊那市         | 伊那市                         | 伊那市                         | 平成18年3月31日 伊那市 | 伊那市          |
| 日影村       | 日影村         | 明治6年 東伊那部村 | 明治8年1月23日 伊那部村 | 伊那部村                      | 伊那村                     | 明治30年10月15日 町制 伊那町   | 昭和29年4月1日 伊那市         | 伊那市                         | 伊那市                         | 平成18年3月31日 伊那市 | 伊那市          |
| 境村         |                | 明治6年 東伊那部村 | 明治8年1月23日 伊那部村 | 伊那部村                      | 伊那村                     | 明治30年10月15日 町制 伊那町   | 昭和29年4月1日 伊那市         | 伊那市                         | 伊那市                         | 平成18年3月31日 伊那市 | 伊那市          |
| 新町村       |                | 明治6年 東伊那部村 | 明治8年1月23日 伊那部村 | 伊那部村                      | 伊那村                     | 明治30年10月15日 町制 伊那町   | 昭和29年4月1日 伊那市         | 伊那市                         | 伊那市                         | 平成18年3月31日 伊那市 | 伊那市          |
| 小沢村       | 小沢村         | 明治5年 西伊那部村 | 明治7年11月25日 伊那村  | 伊那村                        | 伊那村                     | 明治30年10月15日 町制 伊那町   | 昭和29年4月1日 伊那市         | 伊那市                         | 伊那市                         | 平成18年3月31日 伊那市 | 伊那市          |
| 平沢村       |                | 明治5年 西伊那部村 | 明治7年11月25日 伊那村  | 伊那村                        | 伊那村                     | 明治30年10月15日 町制 伊那町   | 昭和29年4月1日 伊那市         | 伊那市                         | 伊那市                         | 平成18年3月31日 伊那市 | 伊那市          |
| 横山村       |                | 明治5年 西伊那部村 | 明治7年11月25日 伊那村  | 伊那村                        | 伊那村                     | 明治30年10月15日 町制 伊那町   | 昭和29年4月1日 伊那市         | 伊那市                         | 伊那市                         | 平成18年3月31日 伊那市 | 伊那市          |
| 西町村       |                | 明治5年 西伊那部村 | 明治7年11月25日 伊那村  | 伊那村                        | 伊那村                     | 明治30年10月15日 町制 伊那町   | 昭和29年4月1日 伊那市         | 伊那市                         | 伊那市                         | 平成18年3月31日 伊那市 | 伊那市          |
| 御園村       | 御園村         | 御園村             | 明治7年11月25日 伊那村  | 伊那村                        | 伊那村                     | 明治30年10月15日 町制 伊那町   | 昭和29年4月1日 伊那市         | 伊那市                         | 伊那市                         | 平成18年3月31日 伊那市 | 伊那市          |
| 山寺村       | 山寺村         | 明治6年 山寺村     | 明治7年11月25日 伊那村  | 伊那村                        | 伊那村                     | 明治30年10月15日 町制 伊那町   | 昭和29年4月1日 伊那市         | 伊那市                         | 伊那市                         | 平成18年3月31日 伊那市 | 伊那市          |
| 御舞瀬村     |                | 明治6年 山寺村     | 明治7年11月25日 伊那村  | 伊那村                        | 伊那村                     | 明治30年10月15日 町制 伊那町   | 昭和29年4月1日 伊那市         | 伊那市                         | 伊那市                         | 平成18年3月31日 伊那市 | 伊那市          |
| 福島村       | 福島村         | 福島村             | 明治8年1月23日 沢岡村   | 明治14年 分立 福島村          | 伊那村                     | 明治30年10月15日 町制 伊那町   | 昭和29年4月1日 伊那市         | 伊那市                         | 伊那市                         | 平成18年3月31日 伊那市 | 伊那市          |
| 下寺村       | 下寺村         | 下寺村             | 明治8年1月23日 沢岡村   | 沢岡村                        | 手良村                     | 手良村                         | 昭和29年4月1日 伊那市         | 伊那市                         | 伊那市                         | 平成18年3月31日 伊那市 | 伊那市          |
| 八手村       | 八手村         | 八手村             | 明治8年1月23日 沢岡村   | 沢岡村                        | 手良村                     | 手良村                         | 昭和29年4月1日 伊那市         | 伊那市                         | 伊那市                         | 平成18年3月31日 伊那市 | 伊那市          |
| 中坪村       | 中坪村         | 中坪村             | 明治8年1月23日 沢岡村   | 明治16年2月16日 分立 中坪村   | 手良村                     | 手良村                         | 昭和29年4月1日 伊那市         | 伊那市                         | 伊那市                         | 平成18年3月31日 伊那市 | 伊那市          |
| 野口村       | 野口村         | 野口村             | 明治8年1月23日 沢岡村   | 明治16年2月16日 分立 野口村   | 手良村                     | 手良村                         | 昭和29年4月1日 伊那市         | 伊那市                         | 伊那市                         | 平成18年3月31日 伊那市 | 伊那市          |
| 貝沼村       | 貝沼村         | 貝沼村             | 明治8年1月27日 富県村   | 富県村                        | 富県村                     | 富県村                         | 昭和29年4月1日 伊那市         | 伊那市                         | 伊那市                         | 平成18年3月31日 伊那市 | 伊那市          |
| 福地村       | 福地村         | 福地村             | 明治8年1月27日 富県村   | 富県村                        | 富県村                     | 富県村                         | 昭和29年4月1日 伊那市         | 伊那市                         | 伊那市                         | 平成18年3月31日 伊那市 | 伊那市          |
| 新山村       | 新山村         | 新山村             | 明治8年1月27日 富県村   | 富県村                        | 富県村                     | 富県村                         | 昭和29年4月1日 伊那市         | 伊那市                         | 伊那市                         | 平成18年3月31日 伊那市 | 伊那市          |
| 芦沢村       | 芦沢村         | 芦沢村             | 明治8年1月23日 美篶村   | 美篶村                        | 美篶村                     | 美篶村                         | 昭和29年4月1日 伊那市         | 伊那市                         | 伊那市                         | 平成18年3月31日 伊那市 | 伊那市          |
| 笠原村       | 笠原村         | 明治6年 笠原村     | 明治8年1月23日 美篶村   | 美篶村                        | 美篶村                     | 美篶村                         | 昭和29年4月1日 伊那市         | 伊那市                         | 伊那市                         | 平成18年3月31日 伊那市 | 伊那市          |
| 笠原南割村   |                | 明治6年 笠原村     | 明治8年1月23日 美篶村   | 美篶村                        | 美篶村                     | 美篶村                         | 昭和29年4月1日 伊那市         | 伊那市                         | 伊那市                         | 平成18年3月31日 伊那市 | 伊那市          |
| 上大島村     | 上大島村       | 明治6年 大島村     | 明治8年1月23日 美篶村   | 美篶村                        | 美篶村                     | 美篶村                         | 昭和29年4月1日 伊那市         | 伊那市                         | 伊那市                         | 平成18年3月31日 伊那市 | 伊那市          |
| 下大島村     |                | 明治6年 大島村     | 明治8年1月23日 美篶村   | 美篶村                        | 美篶村                     | 美篶村                         | 昭和29年4月1日 伊那市         | 伊那市                         | 伊那市                         | 平成18年3月31日 伊那市 | 伊那市          |
| 上川手村     | 上川手村       | 明治6年 川手村     | 明治8年1月23日 美篶村   | 美篶村                        | 美篶村                     | 美篶村                         | 昭和29年4月1日 伊那市         | 伊那市                         | 伊那市                         | 平成18年3月31日 伊那市 | 伊那市          |
| 下川手村     |                | 明治6年 川手村     | 明治8年1月23日 美篶村   | 美篶村                        | 美篶村                     | 美篶村                         | 昭和29年4月1日 伊那市         | 伊那市                         | 伊那市                         | 平成18年3月31日 伊那市 | 伊那市          |
| 青島村       | 青島村         | 青島村             | 明治8年1月23日 美篶村   | 美篶村                        | 美篶村                     | 美篶村                         | 昭和29年4月1日 伊那市         | 伊那市                         | 伊那市                         | 平成18年3月31日 伊那市 | 伊那市          |
| 末広村       | 末広村         | 末広村             | 明治8年1月23日 美篶村   | 美篶村                        | 美篶村                     | 美篶村                         | 昭和29年4月1日 伊那市         | 伊那市                         | 伊那市                         | 平成18年3月31日 伊那市 | 伊那市          |
| 田原村       | 田原村         | 田原村             | 明治8年1月23日 東春近村 | 東春近村                      | 東春近村                   | 東春近村                       | 昭和29年4月1日 伊那市         | 伊那市                         | 伊那市                         | 平成18年3月31日 伊那市 | 伊那市          |
| 上殿島村     | 上殿島村       | 明治5年 殿島村     | 明治8年1月23日 東春近村 | 東春近村                      | 東春近村                   | 東春近村                       | 昭和29年4月1日 伊那市         | 伊那市                         | 伊那市                         | 平成18年3月31日 伊那市 | 伊那市          |
| 中殿島村     |                | 明治5年 殿島村     | 明治8年1月23日 東春近村 | 東春近村                      | 東春近村                   | 東春近村                       | 昭和29年4月1日 伊那市         | 伊那市                         | 伊那市                         | 平成18年3月31日 伊那市 | 伊那市          |
| 下殿島村     |                | 明治5年 殿島村     | 明治8年1月23日 東春近村 | 東春近村                      | 東春近村                   | 東春近村                       | 昭和29年4月1日 伊那市         | 伊那市                         | 伊那市                         | 平成18年3月31日 伊那市 | 伊那市          |
| 榛原村       |                | 明治5年 殿島村     | 明治8年1月23日 東春近村 | 東春近村                      | 東春近村                   | 東春近村                       | 昭和29年4月1日 伊那市         | 伊那市                         | 伊那市                         | 平成18年3月31日 伊那市 | 伊那市          |
| 原町村       |                | 明治5年 殿島村     | 明治8年1月23日 東春近村 | 東春近村                      | 東春近村                   | 東春近村                       | 昭和29年4月1日 伊那市         | 伊那市                         | 伊那市                         | 平成18年3月31日 伊那市 | 伊那市          |
| 小出村       | 小出村         | 小出村             | 明治8年1月23日 西春近村 | 西春近村                      | 西春近村                   | 西春近村                       | 西春近村                      | 西春近村                       | 昭和40年4月1日 伊那市に編入    | 平成18年3月31日 伊那市 | 伊那市          |
| 表木村       | 表木村         | 表木村             | 明治8年1月23日 西春近村 | 西春近村                      | 西春近村                   | 西春近村                       | 西春近村                      | 西春近村                       | 昭和40年4月1日 伊那市に編入    | 平成18年3月31日 伊那市 | 伊那市          |
| 下牧村       | 下牧村         | 下牧村             | 明治8年1月23日 西春近村 | 西春近村                      | 西春近村                   | 西春近村                       | 西春近村                      | 西春近村                       | 昭和40年4月1日 伊那市に編入    | 平成18年3月31日 伊那市 | 伊那市          |
| 諏訪形村     | 諏訪形村       | 諏訪形村           | 明治8年1月23日 西春近村 | 西春近村                      | 西春近村                   | 西春近村                       | 西春近村                      | 西春近村                       | 昭和40年4月1日 伊那市に編入    | 平成18年3月31日 伊那市 | 伊那市          |
| 沢渡村       | 沢渡村         | 沢渡村             | 明治8年1月23日 西春近村 | 西春近村                      | 西春近村                   | 西春近村                       | 西春近村                      | 西春近村                       | 昭和40年4月1日 伊那市に編入    | 平成18年3月31日 伊那市 | 伊那市          |
| 台村         | 台村           | 台村               | 明治8年1月23日 藤沢村   | 藤沢村                        | 藤沢村                     | 藤沢村                         | 藤沢村                        | 藤沢村                         | 昭和33年4月1日 高遠町に編入    | 平成18年3月31日 伊那市 | 伊那市          |
| 北原村       | 北原村         | 北原村             | 明治8年1月23日 藤沢村   | 藤沢村                        | 藤沢村                     | 藤沢村                         | 藤沢村                        | 藤沢村                         | 昭和33年4月1日 高遠町に編入    | 平成18年3月31日 伊那市 | 伊那市          |
| 荒町村       | 荒町村         | 荒町村             | 明治8年1月23日 藤沢村   | 藤沢村                        | 藤沢村                     | 藤沢村                         | 藤沢村                        | 藤沢村                         | 昭和33年4月1日 高遠町に編入    | 平成18年3月31日 伊那市 | 伊那市          |
| 水上村       | 水上村         | 水上村             | 明治8年1月23日 藤沢村   | 藤沢村                        | 藤沢村                     | 藤沢村                         | 藤沢村                        | 藤沢村                         | 昭和33年4月1日 高遠町に編入    | 平成18年3月31日 伊那市 | 伊那市          |
| 御堂垣外村   | 御堂垣外村     | 明治5年 御堂垣外村 | 明治8年1月23日 藤沢村   | 藤沢村                        | 藤沢村                     | 藤沢村                         | 藤沢村                        | 藤沢村                         | 昭和33年4月1日 高遠町に編入    | 平成18年3月31日 伊那市 | 伊那市          |
| 松倉村       |                | 明治5年 御堂垣外村 | 明治8年1月23日 藤沢村   | 藤沢村                        | 藤沢村                     | 藤沢村                         | 藤沢村                        | 藤沢村                         | 昭和33年4月1日 高遠町に編入    | 平成18年3月31日 伊那市 | 伊那市          |
| 片倉村       | 片倉村         | 片倉村             | 明治8年1月23日 藤沢村   | 藤沢村                        | 藤沢村                     | 藤沢村                         | 藤沢村                        | 藤沢村                         | 昭和33年4月1日 高遠町に編入    | 平成18年3月31日 伊那市 | 伊那市          |
| 鉾持村       | 鉾持村         | 鉾持村             | 明治8年1月23日 西高遠町 | 西高遠町                      | 高遠町                     | 高遠町                         | 高遠町                        | 高遠町                         | 昭和31年9月30日 高遠町         | 平成18年3月31日 伊那市 | 伊那市          |
| 高遠城下     | 町方10町       | 高遠城下           | 明治8年1月23日 西高遠町 | 西高遠町                      | 高遠町                     | 高遠町                         | 高遠町                        | 高遠町                         | 昭和31年9月30日 高遠町         | 平成18年3月31日 伊那市 | 伊那市          |
| 高遠城下     | 武家町16町     | 高遠城下           | 明治8年1月23日 東高遠町 | 東高遠町                      | 高遠町                     | 高遠町                         | 高遠町                        | 高遠町                         | 昭和31年9月30日 高遠町         | 平成18年3月31日 伊那市 | 伊那市          |
| 板町村       | 板町村         | 板町村             | 明治8年1月23日 東高遠町 | 東高遠町                      | 高遠町                     | 高遠町                         | 高遠町                        | 高遠町                         | 昭和31年9月30日 高遠町         | 平成18年3月31日 伊那市 | 伊那市          |
| 的場村       | 的場村         | 的場村             | 明治8年1月23日 長藤村   | 長藤村                        | 長藤村                     | 長藤村                         | 長藤村                        | 長藤村                         | 昭和31年9月30日 高遠町         | 平成18年3月31日 伊那市 | 伊那市          |
| 弥勒村       | 弥勒村         | 弥勒村             | 明治8年1月23日 長藤村   | 長藤村                        | 長藤村                     | 長藤村                         | 長藤村                        | 長藤村                         | 昭和31年9月30日 高遠町         | 平成18年3月31日 伊那市 | 伊那市          |
| 野笹村       | 野笹村         | 野笹村             | 明治8年1月23日 長藤村   | 長藤村                        | 長藤村                     | 長藤村                         | 長藤村                        | 長藤村                         | 昭和31年9月30日 高遠町         | 平成18年3月31日 伊那市 | 伊那市          |
| 板山村       | 板山村         | 板山村             | 明治8年1月23日 長藤村   | 長藤村                        | 長藤村                     | 長藤村                         | 長藤村                        | 長藤村                         | 昭和31年9月30日 高遠町         | 平成18年3月31日 伊那市 | 伊那市          |
| 中村         | 中村           | 中村               | 明治8年1月23日 長藤村   | 長藤村                        | 長藤村                     | 長藤村                         | 長藤村                        | 長藤村                         | 昭和31年9月30日 高遠町         | 平成18年3月31日 伊那市 | 伊那市          |
| 中条村       | 中条村         | 中条村             | 明治8年1月23日 長藤村   | 長藤村                        | 長藤村                     | 長藤村                         | 長藤村                        | 長藤村                         | 昭和31年9月30日 高遠町         | 平成18年3月31日 伊那市 | 伊那市          |
| 黒沢村       | 黒沢村         | 黒沢村             | 明治8年1月23日 長藤村   | 長藤村                        | 長藤村                     | 長藤村                         | 長藤村                        | 長藤村                         | 昭和31年9月30日 高遠町         | 平成18年3月31日 伊那市 | 伊那市          |
| 四日市場村   | 四日市場村     | 四日市場村         | 明治8年1月23日 長藤村   | 長藤村                        | 長藤村                     | 長藤村                         | 長藤村                        | 長藤村                         | 昭和31年9月30日 高遠町         | 平成18年3月31日 伊那市 | 伊那市          |
| 栗田村       | 栗田村         | 栗田村             | 明治8年1月23日 長藤村   | 長藤村                        | 長藤村                     | 長藤村                         | 長藤村                        | 長藤村                         | 昭和31年9月30日 高遠町         | 平成18年3月31日 伊那市 | 伊那市          |
| 芝平村       | 芝平村         | 芝平村             | 明治8年1月23日 河合村   | 明治14年7月27日 芝平村        | 三義村                     | 三義村                         | 三義村                        | 三義村                         | 昭和31年9月30日 高遠町         | 平成18年3月31日 伊那市 | 伊那市          |
| 荊口村       | 荊口村         | 荊口村             | 明治8年1月23日 河合村   | 明治14年7月27日 荊口村        | 三義村                     | 三義村                         | 三義村                        | 三義村                         | 昭和31年9月30日 高遠町         | 平成18年3月31日 伊那市 | 伊那市          |
| 山室村       | 山室村         | 山室村             | 明治8年1月23日 河合村   | 明治14年7月27日 山室村        | 三義村                     | 三義村                         | 三義村                        | 三義村                         | 昭和31年9月30日 高遠町         | 平成18年3月31日 伊那市 | 伊那市          |
| 山田村       | 山田村         | 山田村             | 明治8年1月23日 河合村   | 明治14年7月27日 上山田村      | 河南村                     | 河南村                         | 河南村                        | 河南村                         | 昭和39年4月1日 高遠町に編入    | 平成18年3月31日 伊那市 | 伊那市          |
| 山田村       | 山田村         | 山田村             | 明治8年1月23日 河合村   | 明治14年7月27日 下山田村      | 河南村                     | 河南村                         | 河南村                        | 河南村                         | 昭和39年4月1日 高遠町に編入    | 平成18年3月31日 伊那市 | 伊那市          |
| 勝間村       | 勝間村         | 勝間村             | 明治8年1月23日 河合村   | 明治14年7月27日 勝間村        | 河南村                     | 河南村                         | 河南村                        | 河南村                         | 昭和39年4月1日 高遠町に編入    | 平成18年3月31日 伊那市 | 伊那市          |
| 小原村       | 小原村         | 小原村             | 明治8年1月23日 河合村   | 明治14年7月27日 小原村        | 河南村                     | 河南村                         | 河南村                        | 河南村                         | 昭和39年4月1日 高遠町に編入    | 平成18年3月31日 伊那市 | 伊那市          |
| 非持村       | 非持村         | 非持村             | 明治8年1月23日 河合村   | 明治14年7月27日 非持村        | 美和村                     | 美和村                         | 美和村                        | 美和村                         | 昭和34年4月1日 長谷村          | 平成18年3月31日 伊那市 | 伊那市          |
| 溝口村       | 溝口村         | 溝口村             | 明治8年1月23日 長谷村   | 明治16年2月16日 黒河内村      | 美和村                     | 美和村                         | 美和村                        | 美和村                         | 昭和34年4月1日 長谷村          | 平成18年3月31日 伊那市 | 伊那市          |
| 黒河内村     | 黒河内村       | 黒河内村           | 明治8年1月23日 長谷村   | 明治16年2月16日 溝口村        | 美和村                     | 美和村                         | 美和村                        | 美和村                         | 昭和34年4月1日 長谷村          | 平成18年3月31日 伊那市 | 伊那市          |
| 浦村         | 浦村           | 浦村               | 明治8年1月23日 長谷村   | 明治16年2月16日 浦村          | 伊那里村                   | 伊那里村                       | 伊那里村                      | 伊那里村                       | 昭和34年4月1日 長谷村          | 平成18年3月31日 伊那市 | 伊那市          |
| 市野瀬村     |                | 市野瀬村           | 明治8年1月23日 長谷村   | 明治16年2月16日 市野瀬村      | 伊那里村                   | 伊那里村                       | 伊那里村                      | 伊那里村                       | 昭和34年4月1日 長谷村          | 平成18年3月31日 伊那市 | 伊那市          |
| 市野瀬村     | （枝郷中尾村） | 市野瀬村           | 明治8年1月23日 長谷村   | 明治16年2月16日 中尾村        | 伊那里村                   | 伊那里村                       | 伊那里村                      | 伊那里村                       | 昭和34年4月1日 長谷村          | 平成18年3月31日 伊那市 | 伊那市          |
| 市野瀬村     | （枝郷杉島村） | 市野瀬村           | 明治8年1月23日 長谷村   | 明治16年2月16日 杉島村        | 伊那里村                   | 伊那里村                       | 伊那里村                      | 伊那里村                       | 昭和34年4月1日 長谷村          | 平成18年3月31日 伊那市 | 伊那市          |
| 上穂村       | 上穂村         | 上穂村             | 明治8年1月23日 赤穂村   | 赤穂村                        | 赤穂村                     | 昭和15年4月17日 町制 赤穂町    | 赤穂町                        | 昭和29年7月1日 駒ヶ根市        | 駒ヶ根市                       | 駒ヶ根市               | 駒ヶ根市        |
| 赤須村       | 一部を除く     | 赤須村             | 明治8年1月23日 赤穂村   | 赤穂村                        | 赤穂村                     | 昭和15年4月17日 町制 赤穂町    | 赤穂町                        | 昭和29年7月1日 駒ヶ根市        | 駒ヶ根市                       | 駒ヶ根市               | 駒ヶ根市        |
| 赤須村       | 一部           | 赤須村             | 明治8年1月23日 赤穂村   | 明治15年 分立 下平村          | 赤穂村                     | 昭和15年4月17日 町制 赤穂町    | 赤穂町                        | 昭和29年7月1日 駒ヶ根市        | 駒ヶ根市                       | 駒ヶ根市               | 駒ヶ根市        |
| 火山村       | 火山村         | 火山村             | 明治8年1月23日 東伊那村 | 東伊那村                      | 東伊那村                   | 明治31年6月17日 改称 伊那村    | 伊那村                        | 昭和29年7月1日 駒ヶ根市        | 駒ヶ根市                       | 駒ヶ根市               | 駒ヶ根市        |
| 塩田村       | 塩田村         | 塩田村             | 明治8年1月23日 東伊那村 | 東伊那村                      | 東伊那村                   | 明治31年6月17日 改称 伊那村    | 伊那村                        | 昭和29年7月1日 駒ヶ根市        | 駒ヶ根市                       | 駒ヶ根市               | 駒ヶ根市        |
| 大久保村     | 大久保村       | 大久保村           | 明治8年1月23日 東伊那村 | 東伊那村                      | 東伊那村                   | 明治31年6月17日 改称 伊那村    | 伊那村                        | 昭和29年7月1日 駒ヶ根市        | 駒ヶ根市                       | 駒ヶ根市               | 駒ヶ根市        |
| 栗林村       | 栗林村         | 栗林村             | 明治8年1月23日 東伊那村 | 東伊那村                      | 東伊那村                   | 明治31年6月17日 改称 伊那村    | 伊那村                        | 昭和29年7月1日 駒ヶ根市        | 駒ヶ根市                       | 駒ヶ根市               | 駒ヶ根市        |
| 伊那村       | 伊那村         | 伊那村             | 明治8年1月23日 東伊那村 | 東伊那村                      | 東伊那村                   | 明治31年6月17日 改称 伊那村    | 伊那村                        | 昭和29年7月1日 駒ヶ根市        | 駒ヶ根市                       | 駒ヶ根市               | 駒ヶ根市        |
| 本曾倉村     | 本曾倉村       | 明治5年 本曾倉村   | 明治8年1月23日 中沢村   | 中沢村                        | 中沢村                     | 中沢村                         | 中沢村                        | 昭和29年7月1日 駒ヶ根市        | 駒ヶ根市                       | 駒ヶ根市               | 駒ヶ根市        |
| 原村         |                | 明治5年 本曾倉村   | 明治8年1月23日 中沢村   | 中沢村                        | 中沢村                     | 中沢村                         | 中沢村                        | 昭和29年7月1日 駒ヶ根市        | 駒ヶ根市                       | 駒ヶ根市               | 駒ヶ根市        |
| 上高見村     | 上高見村       | 明治5年 高見村     | 明治8年1月23日 中沢村   | 中沢村                        | 中沢村                     | 中沢村                         | 中沢村                        | 昭和29年7月1日 駒ヶ根市        | 駒ヶ根市                       | 駒ヶ根市               | 駒ヶ根市        |
| 下高見村     |                | 明治5年 高見村     | 明治8年1月23日 中沢村   | 中沢村                        | 中沢村                     | 中沢村                         | 中沢村                        | 昭和29年7月1日 駒ヶ根市        | 駒ヶ根市                       | 駒ヶ根市               | 駒ヶ根市        |
| 菅沼村       | 菅沼村         | 菅沼村             | 明治8年1月23日 中沢村   | 中沢村                        | 中沢村                     | 中沢村                         | 中沢村                        | 昭和29年7月1日 駒ヶ根市        | 駒ヶ根市                       | 駒ヶ根市               | 駒ヶ根市        |
| 吉瀬村       | 吉瀬村         | 吉瀬村             | 明治8年1月23日 中沢村   | 中沢村                        | 中沢村                     | 中沢村                         | 中沢村                        | 昭和29年7月1日 駒ヶ根市        | 駒ヶ根市                       | 駒ヶ根市               | 駒ヶ根市        |
| 中曾倉村     | 中曾倉村       | 中曾倉村           | 明治8年1月23日 中沢村   | 中沢村                        | 中沢村                     | 中沢村                         | 中沢村                        | 昭和29年7月1日 駒ヶ根市        | 駒ヶ根市                       | 駒ヶ根市               | 駒ヶ根市        |
| 中山村       | 中山村         | 中山村             | 明治8年1月23日 中沢村   | 中沢村                        | 中沢村                     | 中沢村                         | 中沢村                        | 昭和29年7月1日 駒ヶ根市        | 駒ヶ根市                       | 駒ヶ根市               | 駒ヶ根市        |
| 大曾倉村     | 大曾倉村       | 大曾倉村           | 明治8年1月23日 中沢村   | 中沢村                        | 中沢村                     | 中沢村                         | 中沢村                        | 昭和29年7月1日 駒ヶ根市        | 駒ヶ根市                       | 駒ヶ根市               | 駒ヶ根市        |
| 永見山村     | 永見山村       | 永見山村           | 明治8年1月23日 中沢村   | 中沢村                        | 中沢村                     | 中沢村                         | 中沢村                        | 昭和29年7月1日 駒ヶ根市        | 駒ヶ根市                       | 駒ヶ根市               | 駒ヶ根市        |
| 宮田村       | 宮田村         | 宮田村             | 明治8年1月23日 宮田村   | 宮田村                        | 宮田村                     | 宮田村                         | 昭和29年1月1日 町制 宮田町    | 昭和29年7月1日 駒ヶ根市        | 昭和31年9月30日 分立 宮田村    | 宮田村                 | 宮田村          |
| 中越村       | 中越村         | 中越村             | 明治8年1月23日 宮田村   | 宮田村                        | 宮田村                     | 宮田村                         | 昭和29年1月1日 町制 宮田町    | 昭和29年7月1日 駒ヶ根市        | 昭和31年9月30日 分立 宮田村    | 宮田村                 | 宮田村          |
| 田島村       | 田島村         | 田島村             | 明治8年2月18日 片桐村   | 片桐村                        | 片桐村                     | 片桐村                         | 片桐村                        | 片桐村                         | 昭和33年8月1日 中川村          | 中川村                 | 中川村          |
| 前沢村       | 前沢村         | 前沢村             | 明治8年2月18日 片桐村   | 片桐村                        | 片桐村                     | 片桐村                         | 片桐村                        | 片桐村                         | 昭和33年8月1日 中川村          | 中川村                 | 中川村          |
| 小平村       | 小平村         | 小平村             | 明治8年2月18日 片桐村   | 片桐村                        | 片桐村                     | 片桐村                         | 片桐村                        | 片桐村                         | 昭和33年8月1日 中川村          | 中川村                 | 中川村          |
| 葛島村       | 葛島村         | 葛島村             | 明治8年2月18日 南向村   | 明治14年 葛島村               | 南向村                     | 南向村                         | 南向村                        | 南向村                         | 昭和33年8月1日 中川村          | 中川村                 | 中川村          |
| 四徳村       | 四徳村         | 四徳村             | 明治8年2月18日 南向村   | 明治14年 四徳村               | 南向村                     | 南向村                         | 南向村                        | 南向村                         | 昭和33年8月1日 中川村          | 中川村                 | 中川村          |
| 大草村       | 一部を除く     | 大草村             | 明治8年2月18日 南向村   | 明治14年 大草村               | 南向村                     | 南向村                         | 南向村                        | 南向村                         | 昭和33年8月1日 中川村          | 中川村                 | 中川村          |
| 大草村       | 一部           | 大草村             | 明治8年2月18日 南向村   | 明治14年 大草村               | 南向村                     | 昭和24年4月1日 飯島村に編入    | 昭和29年1月1日 町制 飯島町    | 昭和29年1月1日 町制 飯島町     | 昭和31年9月30日 飯島町         | 飯島町                 | 飯島町          |
| 飯島町       | 飯島町         | 飯島町             | 明治8年2月18日 飯島村   | 飯島村                        | 飯島村                     | 飯島村                         | 昭和29年1月1日 町制 飯島町    | 昭和29年1月1日 町制 飯島町     | 昭和31年9月30日 飯島町         | 飯島町                 | 飯島町          |
| 石曾根村     | 石曾根村       | 石曾根村           | 明治8年2月18日 飯島村   | 飯島村                        | 飯島村                     | 飯島村                         | 昭和29年1月1日 町制 飯島町    | 昭和29年1月1日 町制 飯島町     | 昭和31年9月30日 飯島町         | 飯島町                 | 飯島町          |
| 田切村       | 田切村         | 田切村             | 明治8年2月18日 飯島村   | 明治14年4月15日 分立 田切村   | 飯島村                     | 飯島村                         | 昭和29年1月1日 町制 飯島町    | 昭和29年1月1日 町制 飯島町     | 昭和31年9月30日 飯島町         | 飯島町                 | 飯島町          |
| 本郷村       | 本郷村         | 本郷村             | 明治8年2月18日 飯島村   | 明治14年4月15日 分立 本郷村   | 飯島村                     | 飯島村                         | 昭和29年1月1日 町制 飯島町    | 昭和29年1月1日 町制 飯島町     | 昭和31年9月30日 飯島町         | 飯島町                 | 飯島町          |
| 七久保村     | 一部を除く     | 七久保村           | 明治8年1月23日 片桐村   | 明治14年8月17日 分立 七久保村 | 七久保村                   | 七久保村                       | 七久保村                      | 七久保村                       | 昭和31年9月30日 飯島町         | 飯島町                 | 飯島町          |
| 七久保村     | 一部           | 七久保村           | 明治8年1月23日 片桐村   | 明治14年8月17日 分立 七久保村 | 七久保村                   | 七久保村                       | 昭和28年2月1日 上片桐村に編入 | 上片桐村                       | 昭和31年9月30日 下伊那郡松川町 | 下伊那郡松川町         | 下伊那郡 松川町 |
| 片桐町       | 片桐町         | 片桐町             | 明治8年1月23日 片桐村   | 明治14年8月17日 分立 上片桐村 | 上片桐村                   | 上片桐村                       | 上片桐村                      | 上片桐村                       | 昭和31年9月30日 下伊那郡松川町 | 下伊那郡松川町         | 下伊那郡 松川町 |
| 上片桐村     | 上片桐村       | 上片桐村           | 明治8年1月23日 片桐村   | 明治14年8月17日 分立 上片桐村 | 上片桐村                   | 上片桐村                       | 上片桐村                      | 上片桐村                       | 昭和31年9月30日 下伊那郡松川町 | 下伊那郡松川町         | 下伊那郡 松川町 |

## 行政
歴代郡長
| 代 | 氏名       | 就任年月日               | 退任年月日                | 備考                   |
| -- | ---------- | ------------------------ | ------------------------- | ---------------------- |
| 1  | 伊谷脩     | 明治12年（1879年）1月4日 |                           |                        |
| 2  | 金井清志   | 明治19年（1886年）8月    |                           |                        |
| 3  | 丸山英一郎 | 明治25年（1892年）8月    |                           |                        |
| 4  | 田辺信成   | 明治26年（1893年）7月    |                           |                        |
| 5  | 金井清志   | 明治30年（1897年）9月    |                           | 2代の再任              |
| 6  | 山田兼長   | 明治32年（1899年）5月    |                           |                        |
| 7  | 丸山伴作   | 明治32年（1899年）10月   |                           |                        |
| 8  | 平林斧吉   | 明治35年（1902年）6月    |                           |                        |
| 9  | 宮沢宗三郎 | 明治41年（1908年）12月   |                           |                        |
| 10 | 黒川光徳   | 明治42年（1909年）11月   |                           |                        |
| 11 | 鈴木庄之助 | 明治43年（1910年）12月   |                           |                        |
| 12 | 安藤兎毛喜 | 大正2年（1913年）12月    |                           |                        |
| 13 | 長井喜太夫 | 大正3年（1914年）9月     |                           |                        |
| 14 | 横尾惣三郎 | 大正5年（1916年）10月    |                           |                        |
| 15 | 乾長昭     | 大正7年（1918年）7月     |                           |                        |
| 16 | 堀江忠也   | 大正8年（1919年）3月     |                           |                        |
| 17 | 杉原定寿   | 大正13年（1924年）7月    | 大正15年（1926年）6月30日 | 郡役所廃止により、廃官 |